# أنتوني تايلور (حكم كرة قدم)
أنتوني تايلور (بالإنجليزية: Anthony Taylor)‏ هو حكم كرة قدم بريطاني، ولد في 20 أكتوبر 1978 في مانشستر في المملكة المتحدة.